# Periquito Red Rumped
O periquito Red Rumped (Psephotus haematonotus), também conhecido como periquito-dorso-vermelho, é uma ave da ordem dos psitacídeos, comum do sudeste da Austrália, particularmente na bacia de Murray-Darling.

## Taxonomia
A espécie foi descrita por John Gould em 1838 como "Platycercus haematonotus" de um espécime coletado em New South Wales. Ele sentiu que era intermediário entre os geradores  Platycercus  e  Nanodes , colocando-os no primeiro. Ele deu o nome da espécie por causa de sua garupa vermelha.
É a espécie-tipo para o gênero Psephotus. Há muito se presume estar intimamente relacionado com o papagaio mulga, entretanto, a análise de múltiplos materiais genéticos mostra que ela gera Platycercus e Barnardius.

## Descrição
Mede 28 cm (11 pol) de comprimento. A plumagem do macho é verde esmeralda brilhante com partes inferiores amarelas, uma garupa cor vermelho-tijolo e destaques azuis nas asas e na parte superior das costas. A plumagem feminina é menos vibrante, com partes inferiores azeitona pálida, asas verdes e traseiras e as pontas das asas azuis e pretas. A cauda vermelha característica só é encontrada no macho.

## Avicultura
Já é disponível em pet shops brasileiras.